# Mühle Beckmann

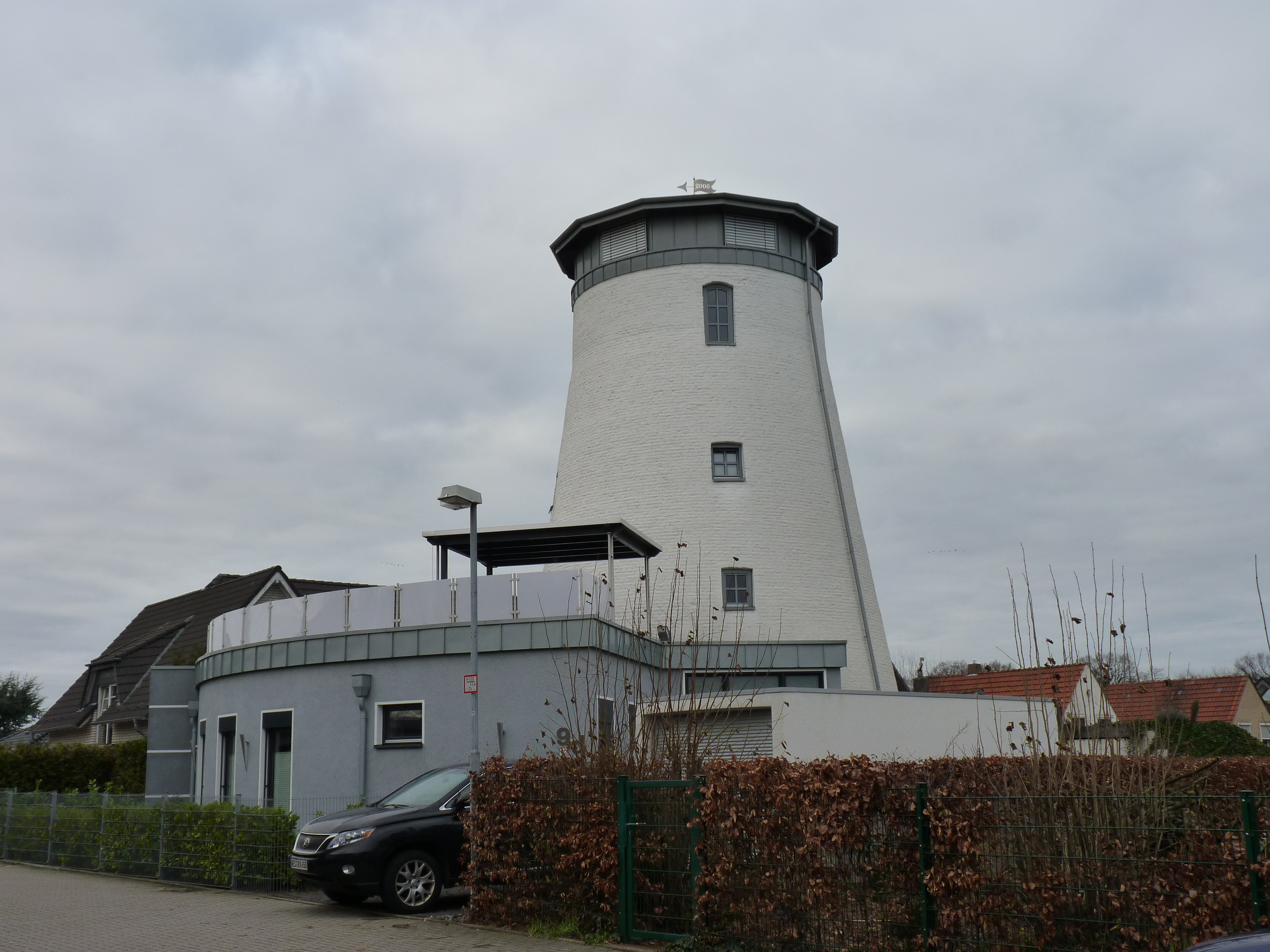
Wesel, Mühle Beckmann

Die Mühle Beckmann ist eine frühere Getreidemühle im Weseler Stadtteil Obrighoven. Das Gebäude steht unter Denkmalschutz.

## Lage
Die Mühle Beckmann befindet sich in einem Wohngebiet in Wesel-Obrighoven. Sie liegt rund 100 Meter nördlich der Bundesstraße 58 (Schermbecker Landstraße) und in der Nähe des Evangelischen Krankenhauses Wesel.

## Geschichte und Nutzung
Die Mühle wurde um 1860 als Getreidemühle in der damals noch selbstständigen und ländlich geprägten Gemeinde Obrighoven am östlichen Weseler Stadtrand erbaut. Sie erhielt den Status eines Baudenkmals, verfiel jedoch stark. 2000 begannen Planungen zur erneuten Nutzung der Ruine der früheren Mühle. Durch umfangreiche Renovierungsarbeiten wurde die Mühle 2006 zum Wohngebäude umgebaut.